# Undervurderet?
|  | Denne artikel er oprettet af botten PalnaBot ud fra en ekstern database. Den kan derfor have sproglige fejl eller mangler. Denne skabelon kan fjernes efter kontrol af indholdet. |

Undervurderet? er en film instrueret af Anker Sørensen efter manuskript af Anker Sørensen.

## Handling
Et debatbidrag om kvindelige servicearbejderes arbejdsmiljø. Hjemmehjælpere, dagplejere og rengøringsassistenter er "usynlige". Det antydes også at disse arbejder ikke vurderes særligt højt, bl.a. fordi det er kvindearbejde